# Осетины в Турции
Осетины в Турции (осет. Турчы ирæттæ / Турки дигорæнттæ, тур. Türkiye Osetleri) — национальное меньшинство, в основном представленное потомками выходцев из Северной Осетии второй половины XIX века. Несмотря на то, что осетины в большинстве своём христиане, на севере Осетии имеет распространение ислам: в миграции в Турцию участвовали преимущественно осетины-мусульмане.

## Причины
Главными причинами переселения осетин в Турцию принято считать несколько факторов:
- Кавказская война (1785—1864);
- Ориентация осетин-мусульман на единоверную Турцию;
- Агитация со стороны Турции к мухаджирству;
- Малоземелье.

## История
В XIX веке тысячи осетин-мусульман из Северной Осетии переселились в Турцию, основав там поселения. Среди переселенцев были представители обеих этнодиалектных групп североосетинского народа — иронской и дигорской. Иронцы были представлены в основном выходцами из тагаурского общества, а в меньшей степени куртатинского, алагирского и турсовского обществ, причем значительно преобладали жители созданных в предшествующие десятилетия равнинных мусульманских сел — Зильги, Шанаево (ныне Брут), Заманкул, Тулатово (ныне Беслан), Хумалаг, Владимирское (ныне Старый Батакоюрт) и др. А из горных селений иронцев наиболее заметное число мухаджиров дали Даргавс, Саниба, Кобан). Дигорскую часть североосетинских переселенцев составили главным образом жители селения Магометановского (ныне Чикола), а также Тугановского (ныне Дур-Дур), Караджаевского (ныне Хазнидон), Карагача и др.  В конфессиональном отношении практически все мигранты, несомненно, являлись мусульманами-суннитами.
Турция прилагала большие усилия к тому, чтобы переселить горцев (в том числе и осетин) на свою территорию, тем самым она стремилась колонизовать мухаджирами свои малозаселённые провинции, военно-стратегические пункты для возможной войны с Россией (то есть Русско-турецкая война 1877—1878).
Осетины начали переселяться в Турцию в конце 50-х годов XIX века. Организатором первого переселения 1859 г. стал дигорский феодал Абисалов. Вместе с ним выехали и другие феодалы вместе с подвластными крестьянами. Примечательно, что стимулирующим к переселению фактором здесь явились родовые отношения (то есть уезжал один родственник — за ним ехала другая родня).
В 1860 году дигорские и куртатинские феодалы (алдары Тугановы и Ахмет Цаликов) организовали очередное переселение (выехало две тысячи осетин). Однако многие вернулись, так как не увидели обещанного Турцией «рая на земле». Кое-кто погиб по пути в Османскую империю.
Отмена крепостного права в 1861 году косвенным образом стимулировала переселение. Сословное деление было развито в Дигории и Тагаурии, как и позиции ислама. В отличие от дигорцев и тагаурцев, в Куртатии и Алагире сохранялась родовая демократия и христианство. Таким образом, дигорским баделятам и тагаурам, которые имели в своем распоряжении крепостных и рабов, было что терять.
В 1865 году состоялось третье переселение под руководством генерала Мусы Кундухова. Численность осетин, которые отправились вместе с Кундуховым, колеблется от ста человек до нескольких сотен.
Осетины, вернувшиеся в 1860 году в Осетию, пытались отговорить своих соотечественников ехать в Турцию. Поэтому туда был направлен Гуцыр Шанаев, чтобы на месте посмотреть на жизнь переселенцев и убедиться так ли там хорошо на самом деле, как это рисует Кундухов. В своём письме из Турции Шанаев предостерегал осетин от переселения, призывая их не верить ложным обещаниям. Шанаеву удалось многократно уменьшить число желающих выселиться вместе с Кундуховым.
Ещё одним критиком переселения осетин стал известный осетинский писатель Инал Кануков — переселенец, вернувшийся в раннем возрасте вместе с родителями в Осетию. В своём очерке «Горцы-переселенцы» он писал:
«Но знают ли они, куда они стремятся? Нет, не знают. Они знают только, что существует где-то в мире страна, называемая Стамбулом… они стремятся туда так безотчетно, потому что обольщены ложными слухами, что им там будет хорошо и лучше даже, чем на старой родине. Но, увы! Какое разочарование постигло этих поистине несчастных переселенцев, и сколько раз слышались  слова  проклятий на головы тех, которые их увлекли, когда трудность дороги и действительность предстали им воочию и раскрыли им глаза, и тогда-то, забыв недавние розовые мечты, они поняли, что обмануты, что они сделались  жертвами своего легковерия, поддавшись лживым словам тех глупцов, которые уверяли  их, что там будет лучше. И вот они, по милости этих глупцов-фанатиков, теперь гибнут».

## Население

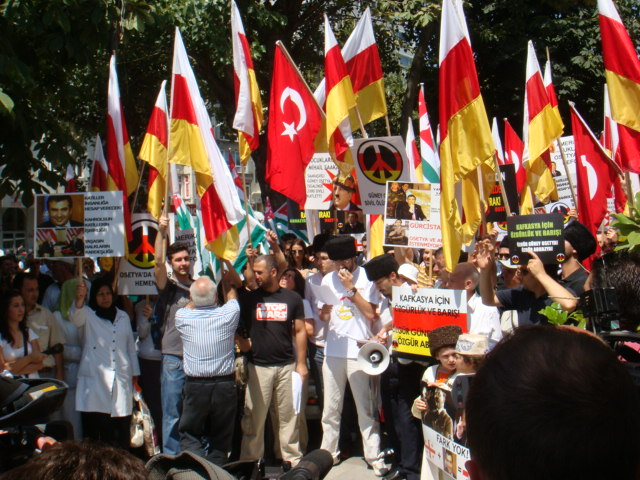
Представители осетинской и других кавказских диаспор в Турции протестуют против вторжения Грузии в Южную Осетию (Стамбул, 13 августа 2008)

По разным подсчётам осетинское население в Турции составляет от 20 тыс. до 36 тыс. человек. Сейчас большинство осетин проживают в крупных городах: Анкара, Стамбул и Измир.
Осетины Турции всё ещё сохраняют свою осетинскую идентичность. Так, от имени турецких осетин было направлено поздравление президенту Эдуарду Кокойты и народу Осетии с признанием независимости Южной Осетии.
В 1989 г. был создан культурно-благотворительный фонд «Алан». В настоящее время его возглавляет Ремзи Канукати (Ремзи Йылдырым).
В Анкаре и в Стамбуле при этом фонде открыты курсы для детей по изучению осетинского языка.

## Осетинские селения
- Сарыкамыш[10] (Карс)
- Бозат[10] (Карс)
- Пойразлы[11] (Йозгат).

## Язык
В условиях оторванности от основного ареала распространения языка, осетинский язык в Турции приобрёл ряд интересных особенностей. Так синтетическое будущее время с суффиксом -дзы- стало использоваться, как турецкий аорист II, а в качестве будущего времени используются сложные конструкции вида фенинаг дæн «увижу» (вместо фендзынæн). Существительные при числительных выступают в именительном падеже (как в турецком): фондз бон (вместо фондз боны, как в кавказском осетинском).

## Фамилии
По некоторым данным, количество осетинских фамилий в Турции свыше 100. Так, турецкие осетины между собой общаются по фамилиям в осетинском произношении, однако в официальных документах пользуются «отуреченными» фамилиями. Турецкий аналог фамилии Кодзыртæ (Козыревы) = Октар, Золойтæ (Золоевы) = Айдован, Дзасохтæ (Дзасоховы) = Кылыдж, Рубайтæ (Рубаевы) = Езбай, Цъæхилтæ = Алпай и т. д.

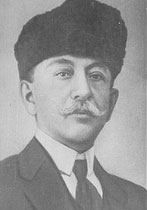
Бекир-Сами Кундух

## Представители
- Кундухов, Муса Алхасович — российский генерал-майор, турецкий дивизионный генерал.

- Кундух, Бекир-Сами — первый министр иностранных дел Турецкой республики (3 мая 1920 — 8 мая 1921).